# Karen Khatjaturjan
Karen Surenovitj Khatjaturjan (russisk: Карен Суренович Хачатуря́н, tr. Karen Surenovitj Khatjaturján; født 19. september 1920 i Moskva, Russiske SFSR, død 19. juli 2011 Moskva, Den Russiske Føderation) var en armensk komponist og pianist.
Karen Khatjaturjan var nevø til Aram Khatjaturjan og studerede komposition på Moskva musikkonservatorium under Dmitrij Sjostakovitj, Vissarion Sjebalin og Nikolaj Mjaskovskij (1945-1949).
Han underviste senere samme sted i instrumentation og var æresmedlem af den russiske komponistorganisation.
Han skrev fem symfonier, cellokoncert, kammermusik, orkesterværker, balletter, sonater og koncerter for mange instrumenter.
Han komponerede i en moderne, men dyb ekspressionistisk stil som var skarp og frisk for tilhøreren.
Khatjaturjan komponerede tillige musik til flere sovjetiske film.

## Udvalgte værker
- Symfoni nr. 1 (1954) - for orkester
- Symfoni nr. 2 (1968) - for orkester
- Symfoni nr. 3 (1982) - for orkester
- Symfoni nr. 4 "Gravskrift" (1985) - for orkester
- Symfoni nr. 5 (2009) - for orkester
- Sinfonietta (1949) - for orkester
- Cellokoncert (1983) - for cello og orkester
- Violinkoncert (2009) - for violin og orkester

## Filmmusik
Udvalg af film, hvortil Khatjaturjan komponerede filmmusikken:
- Sem njanek (1962)
- Vystrel (1966)
- Vij (1967)